# Alptegin
Alptegin (Alp Tigin, Alp Tegin, Alp Takin, paraula turca que vol dir "Príncep heroi") (mort 963) fou el fundador de fet de la dinastia gaznèvida.
Era un esclau turc analfabet capturat a les estepes de l'Àsia central, enrolat a la guàrdia dels samànides, que amb el temps va escalar posicions fins a arribar a hadjib al-hodjdjab o 'hadjib dels hadjibs (comandant en cap) sota Nuh I ben Nasr (943-954) i com a tal va exercir el poder efectiu sota el nominal regne del jove Abd al-Malik I ben Nuh (954-961) sota el que fou nomenat governador de Balkh, i després comandant militar de Khurasan.
El visir Ali al-Balami (Abu Ali Muhammad al-Balami) havia estat nomenat pel càrrec sota consell de Alptegin i no va gosar mai enfrontar-se al seu protector al que consultava qualsevol afer d'estat. En un intent d'allunyar-lo, l'emir el va enviar com a governador al Khurasan, càrrec que era la més alta dignitat militar existent sota els samànides (gener/febrer del 961) però quasi immediatament, després de la mort sobtada d'Abd al-Malik (novembre del 961), amb la cooperació d'al-Balami va voler assegurar la successió al fill menor Nasr ben Abd al-Malik, amb la idea de gaudir de fet del poder en nom d'aquest. Però l'exèrcit dirigit per l'amir Faik Kassa, s'hi va oposar preferint al germà del difunt, Mansur I ben Nuh que fou portat al tron després d'un dia de regnat del menor. El nou emir Mansur (961-976), la proclamació del qual havia desautoritzat, el va destituir del seu govern.
Al-Balami es va posar al costat del nou sultà i Alptigin va quedar aïllat i es va retirar amb la seva guàrdia cap a Balkh i pel camí va derrotar a un cos d'exèrcit enviat en la seva persecució per l'amir Mansur (abril del 962). Feia trenta anys un altre general turc, Karatigin Isfidjabi, s'havia retirat a Bust on havia fundat una línia de governants locals, i Alptigin va decidir fer el mateix i es va dirigir a Gazni, derrotant pel camí als governants locals de Bamian i Kabul, i arrabassant Gazni al seu senyor Abū ʿAlī o Abu Bakr Lawik al-Anuk, parent del Kabulshah, que sembla que era vassall samànida. Poc temps després va regularitzar la seva situació amb una patent del govern samànida de Bukharà que li reconeixia el govern de Gazni.
La data de la seva mort no està establerta amb seguretat. Probablement va morir el setembre del 963. El seu fill Abu Ishaq ben Alptegin o Ishak ibn Ibrahim el va succeir i després van governar alguns efímers comandants esclaus turcs fins al 977 quan l'antic esclau d'Alptigin, Sebuktigin, va fundar la dinastia gaznèvida.